# Nemacheilus kaimurensis
Nemacheilus kaimurensis är en fiskart som beskrevs av Husain och Tilak, 1998. Nemacheilus kaimurensis ingår i släktet Nemacheilus och familjen grönlingsfiskar. Inga underarter finns listade i Catalogue of Life.